# Bazilika u Cimu
Bazilika u Cimu je starokršćanska bazilika. Njeni su ostatci danas u Cimu, prigradskom naselju grada Mostara.

## Povijest
Područje Cima bilo je naseljeno još u starorimsko doba. Na lokaciji Crkvine, na prostoru Cima, tijekom 1966. godine arheološkim istraživanjem otkriveno je da je područje Cima bilo naseljeno još u rimsko doba. Na blagoj padini otkriveno je naselje iz starog vijeka, u kojem je u kasnoj antici sagrađena bazilika. Istraživanja su vodili Petar Leko i Tomo Anđelić iz Muzeja Hercegovine.
Iskapanjima su nađeni ostatci starokršćanske bazilike. Vjerojatno je bila sjedištem starokršćanske sarsenterske biskupije (Sarsentensis) koju se spominje još 530. godine.
Na Crkvinama su otkrivena su tri kasnoantička objekta iz istog vremena: bazilika, memorija (grobna kapela) i zgrada za stanovanje. U srednjem vijeku tu su pokopani pokojnici.

## Karakteristike

### Bazilika
Zbog blagog nagiba zemljišta u smjeru sjever - jug, izvjesno je da je bazilika bila na tri etaže. Sjeverni je djelimice ukopan u zemlju, dok se manje vidi razlika razine središnjeg i južnog dijela. Bazilika je imala jedan brod i tri apside sagrađene izvan istočnog zida. Bazilika je bila dimenzija 24,80 x 15 m, pružajući se u pravcu zapad - istok, kao što je kod većine bazilika u BiH. 23 kontrafora ojačala su ju s vanjske strane.  Zidovi su debljine od 0,60 - 0,80 m. Najdeblji su kod naosa i apsida (od 0,85 - 0,87 m), a najuočuvanji na južnoj polovici crkve, gdje su ponegdje visoki 1,14 m.
Baziliku čine narteks, naos, prezbiterij, baptisterij (sa sjeverne strane) i dvije prostorije na južnoj strani, do danas još neutvrđene pouzdano namjene (Anđelić nagađa da su bile za diakonikon i protezis, a Basler misli da su se sjeverno i južno od naosa "nalazile još neke prostorije".
Narteks je pravokutan i pruža se cijelom širinom bazilike. Pred ulazom je bio popločani trijem na stupovima. Olovo je bilo u rupama u kojima je stajao stup. Uz južni zid i u južnoj polovini narteksa otkrivene su dvije grobnice od jednostavnih kamenih ploča u pravcu istok - zapad te jedna zidana grobnica u pravcu sjever - jug, sve bez priloga. Naos je povezan preko ulaza s narteksom. Solidni zidovi naosa navode na zaključak da je nadvisivao bočne prostorije. Prezbiterij čine tri polukružne apside. Po pravilu, trebala bi oltarska pregrada odvajati apside od naosa, ali nema joj traga. Uz unutarnji rub polukružnog zida sjeverne apside sačuvana je kamena polukružna stuba, vjerojatno dio subselija. Otkrivena je grobnica (ossarium) u ovoj apsidi, dok je u središnjoj sepuchrum s moćnicima. Zidan grobnicu sjeverne apside pokrivaju debele ploče na kojima je sloj kamenja sa žbukom. Pronađeni ispremetani kosturi nisu dali mogućnost utvrditi točan broj mrtvaca u njoj i pretpostavka je da je ovo kosturnica u koju su iz druge grobnice preneseni kosturi. Tek je jedan nađeni prilog. U središnjoj apsidi je ispod oltarske menze pronađen je grob za moći (sepulcrum reliquiarum ) na čijem su dnu bila tri moćnika (četvrti se pri iznošenju raspao) ležala na komadu imbreksa (imbrices). Sami sepulchrum bio je usječen u živu stijenu (miljevinu), a činile su ga ploče od miljevine i zid s vapnenom žbukom. Ovo mjesto je jedino u BiH, do sada poznato da su u jednoj kasnoantičkoj bazilici otkriveni moćniciin situ. U dvije koštane i u dvije srebrne kutijice bio je posmrtni prah mučenika-sveca kojem je bila posvećena crkva. Sjeverno od naosa je baptisterij, u koji se ulazilo iz iz narteksa kroz otvor. Elipsasta piscina od komada krovnog crijepa i vapnene žbuke, iznutra obložena oplatom od žbuke s primjesom tučene opeke, u istočnoj je polovici i mogla je služiti i za pokrštavanje odraslih osoba. Postrance su bile po tri stube. Nabijena žbuka je na dnu na kojem je ostavljena kružna šupljina za otjecanje vode. Istočnu stranu piscine prati česma s izdubljenim kamenom, povezana sa sjevernom prostorijom bazilike.
Južno od naosa su dvije prostorije za koje Anđelić smatra da su diakonikon i protezis. U obje se ulazi kroz posebne otvore. Ostatci simetričnih zidova prve prostorije nepoznate su namjene, a kroz drugu se prostoriju ulazi u južnu apsidu. Na južnom zidu je ulaz kojim je bazilika bila povezana s grobnom kapelom. Dvije prostorije nepoznate namjene su uz sjeverni zid bazilike (posebni ulaz), a druga prostorija nepoznate namjene je dograđena je uz vanjske zidove sjeverne i središnje apside i u nju se ulazilo kroz ulaz na istočnom zidu.
Bazilika je solidne građe, od od pritesanog kamena složena u redove (opus quadratum), preciznije od većine drugih bazilika u BiH. Građevni materijal su meki kamen pješčar, sedra i konglomerat. Vezivo je bila vapnena žbuka, dosta pijeska i tučene opeka. Žbuka je bila s većom primjesom pijeska i tučene opeke. Pod je bio sačuvan u južnom dijelu objekta, a u sjevernom dijelu je srednjovjekovnim ukopima raskopan. Tanki namaz vapnene žbuke vidi se kao vezivo. Velike četvrtaste kamene ploče oko bazilike uz vanjske zidove i u blagoj kosini u odnosu na njih štitile su građevinu od vode s krova. Krov je bio od crijepa. Nađene su cijele tegule i imbreks.
Vjerojatno je da je na temeljima starije (prvobitne) crkve, zbog neznanih razloga srušena, poslije sagrađena druga crkva. Tezu potvrđju nalazi ulomaka jedne mramorne menze i druge miljevinske menze, brojni dijelovi oltarnih pregrada iz dviju faza, stariji iz 4. ili prve polovice 5. stoljeća, a mlađi s kraja 5. i prve polovice 6. stoljeća. Bazilika datira iz razdoblja kasne antike, od 4. do 6. stoljeća.

### Grobovi
U ruševinama bazilike je ukupno 36 poremećenih i oštećenih srednjovjekovnih grobova u pravcu zapad – istok. 13 je grobnica od podnih kamenih ploča bazilike. Grobni prilozi su nakit.
Izvan crkve, sjeveroistočno od središnje apside je kasnoantička grobnica, odozgo zasvedena, uništena svoda. U grobu su nađene samo životinjske kosti.

### Grobna kapela
Kao i bazilika, datirana je u vremensko razdoblje od 4. do 6. stoljeća. Memorija (grobna kapela) je južno od bazilike i dimenzija je 11,80 x 5,35 m. Zidana je nešto sitnijim kamenjem, također u vapnenoj žbuci i ožbukanih zidova. Pruža se u smjeru zapad - istok uz malo odstupanje. Čine ju dvije prostorije. Kroz zapadnu se ulazilo kroz glavni ulaz u objekt i u njoj je bila prostorija s grobnicama, a istočno od nje prostorija s jedinstvenim predapsidalnim i apsidalnim prostorom. Sačuvani zidovi slične su visine i debljine. S bazilikom je vezana preko kontrafora vjerojatna diakonikona.
Uz sjeverni zid i uz južnu grobnicu otkrivene su kline (kamene klupe). Nađene grobnice sadrže kosture, bez priloga. Zidovi grobnica su monolitne kamene ploče, a južni zid grobnice je u vapnenoj žbuci. Prostorija s grobnicama je bila povezana s prostorijom s apsidama. Kroz otvor se popločanom stazom moglo ući u prostoriju koja je vjerojatni diakonikon, u baziliku. Smatra se da je grobna kapela bila s tri apside, poput onih kod bazilike da su izlazile k van. Sačuvane su sjeverna i polovica središnje. Prepostavlja se da su ostatak oltarske pregrade četvrtaste kamene ploče u podnici. Pod središnje apside viši je od razine podova bočnih apsida. Ukrašen je podnim ukrasom, ljiljanom od bijelih riječnih oblutaka. Iz sjeverne apside se kroz otvor ulazilo u prostoriju sagrađenu u sjeveroistočnom uglu grobne kapele.

### Zgrada za stanovanje
Ostatci zgrade za stanovanje iz kasne antike, iz istog razdoblja, 150 metara zapadno su bazilike. Unutarnjih je dimenzija 11,90 x 7,40 m, zidova debljine 0,60 metara. Nađeni su fragmenti krovnog crijepa, keramike, stakla i čavala.

### Arheološki materijal
Čini ga kamena plastika. Stariju cimsku kamenu plastiku čine akant, vinova loza s grožđem i pleter. Pleter se pojavljuje i u mlađoj fazi, ali znatno stiliziran. Plutej sadrži motive janjadi, polustupića, te jedan četvrtasti kamen sadrži motiv pet riba. Mlađu plastiku čine važniji nalazi. Jedan impost kapitel s reljefnim motivima ptica i rozete, ulomci s likom goluba, fragmenti s ornamentom ljiljana te nekoliko fragmenata sa simbolom križa. Mnogo je kamenih fragmenata.

### Moćnici
Sepulchrum s moćnicima su tri objekta: valjkasti koštani moćnik u kojem je vjerojatno posmrtni prah nekog od svetaca, kvadratni koštani moćnik i četvrtasti moćnik od srebrnog lima i za razlikud od prethodnih neukrašenih moćnika, ukrašeni moćnik tehnikom iskucavanja. Ornamenti su s motivima križa.

### Ostali nađeni artefakti
Pronađeni su rimski novčići iz 3. i 4. stoljeća, srednjovjekovni dubrovački novčić, nakit kasnoantička lučna fibula, naušnice dalmatinsko-hrvatske kulturne skupine iz 9. do 12. stoljeća (grobovi), srednjovjekovni srebrni prsten, željezni predmeti, keramika od pretpovijesne, starorimske do srednjovjekovne (slavenske) iz ranog srednjeg vijeka, 8. – 9. stoljeće.

## Zaštita
20. siječnja 2004. godine arheološko područje s ostatcima kasnoantičke bazilike, memorije i zgrade za stanovanje i dio pokretne baštine pronađenog na arheološkom području, a koje se nalazi u Muzeju Hercegovine u Mostaru, a koje je popisano u inventarnim knjigama nalaza Muzeja, proglašeno je za nacionalni spomenik BiH.

## Vanjske poveznice
- Centar za informiranje i dokumentaciju Mostar Cimska bazilika - fotografija
- Centar za informiranje i dokumentaciju Mostar Cimska bazilika - tlocrt
- Centar za informiranje i dokumentaciju Mostar Cimska bazilika - rekonstrukcija